# Magnas
 Magnas  là một xã thuộc tỉnh Gers trong vùng Occitanie tây nam nước Pháp. Xã này có độ cao trung bình 196 mét trên mực nước biển.
Sông Auroue tạo thành ranh giới đông bắc của xã.